# Laimella longicaudata
Laimella longicaudata är en rundmaskart. Laimella longicaudata ingår i släktet Laimella, och familjen Comesomatidae. Arten är reproducerande i Sverige.